# Helcyra marginata
Helcyra marginata är en fjärilsart som beskrevs av Rothschild 1899. Helcyra marginata ingår i släktet Helcyra och familjen praktfjärilar. Inga underarter finns listade i Catalogue of Life.